# 小行星3159
小行星3159（3159 Prokofʹev）是一颗围绕太阳公转的小行星。1976年10月26日，塔瑪拉·斯米爾諾娃在克里米亚发现了此天体。
該小行星以蘇聯科學家弗拉基米爾·普羅高菲夫命名。
这颗小行星的绝对星等为57.92776等。